# 霍普頓別墅

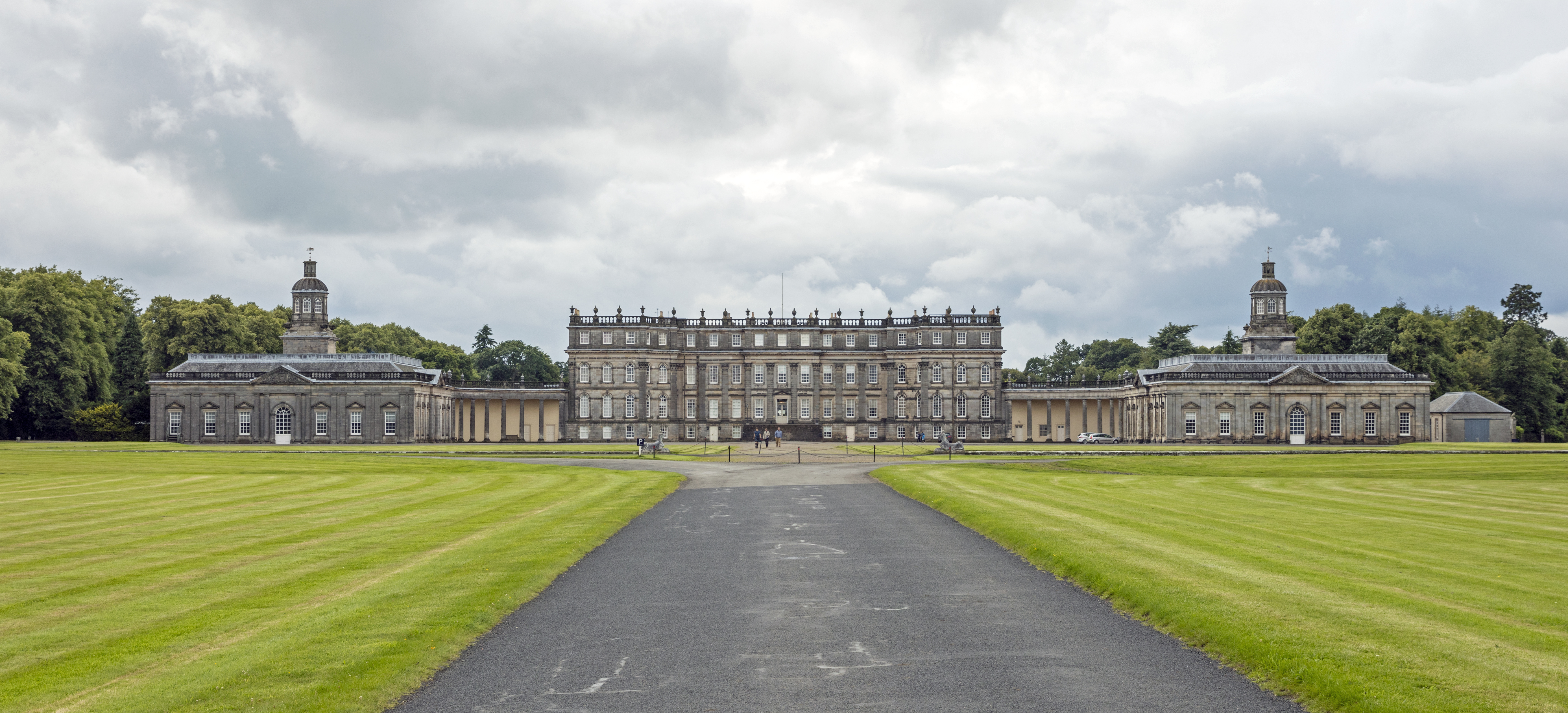
霍普頓別墅東面和花園

霍普頓別墅（Hopetoun House）是位於英國蘇格蘭愛丁堡郊外南昆斯費里的一座英國鄉村別墅，由霍普頓別墅信託所有。這座建築是蘇格蘭的A級登錄建築。霍普頓別墅修建於1699年至1701年。

## 外部連結
- Hopetoun House （页面存档备份，存于）
- Gazetteer of Scotland （页面存档备份，存于）